# Animal Rights (canción de deadmau5 y Wolfgang Gartner)
«Animal Rights» es una canción del disc jockey y productor canadiense deadmau5. Fue lanzado el como el segundo sencillo de su quinto álbum de estudio 4x4=12. El DJ y productor estadounidense Wolfgang Gartner colaboró en la canción. El sencillo debutó en la BBC Radio 1 en la Creamfields 2010, el 28 de agosto de 2010. El 1 de diciembre de 2010, la canción se añadió al playlist de BBC Radio 1.

## Formatos y remezclas
| Descarga digital Reino Unido |                 |          |  |
| N.º                          | Título          | Duración |  |
| 1.                           | «Animal Rights» | 6:14     |  |

| Descarga digital México |                                |          |  |
| N.º                     | Título                         | Duración |  |
| 1.                      | «Animal Rights» (Radio Edit)   | 2:37     |  |
| 2.                      | «Animal Rights» (Full Version) | 6:15     |  |

## Posición en listas
| lista (2010)                   | Mejor posición |
| ------------------------------ | -------------- |
| Reino Unido (UK Singles Chart) | 72             |
| Reino Unido (UK Dance Chart)   | 15             |